# Горлаченко Михайло Йосипович
Миха́йло Йо́сипович Горлаче́нко (21 листопада 1905 , Браїлівка, Херсонська губернія  — 4 січня 1976 , Архангельське, Московська область ) — український радянський політичний і військовий діяч. Депутат Верховної Ради УРСР першого скликання (1938—1947).

## Біографія
Народився 21 листопада 1905 року в родині залізничника в селі Браїлівка, нині Онуфріївський район, Кіровоградська область, Україна. 1910 року батько втратив руку, після того займався сільським господарством. Працював по господарству з малих років. 1918 року закінчив чотирикласну сільську школу.
З 1922 року — в Червоній армії, 1925 року закінчив Харківську піхотну школу червоних командирів, з серпня 1925 року — у Бердичеві, у 300-му стрілецькому полку 100-ї стрілецької дивізії, командир взводу полкової школи, політрук, командир роти, командир батальйону.
Член ВКП(б) з 1925 року.
Грудень 1933 — грудень 1935 року — слухач 2-ї військової школи льотчиків, місто Борисоглібськ, після закінчення — командир ланки 9-ї штурмової ескадрильї, місто Гомель.
Жовтень 1936 — липень 1937 року — в Іспанії, брав участь у бойових діях на боці республіканської армії, здійснив 33 бойових вильоти на штурмовиках ССС.
Жовтень 1937 — жовтень 1938 року — командир 8-ї ескадрильї в Харкові, літав на винищувачах ІП-1.
З квітня 1938 року — помічник командира, а з серпня того ж року — командир 4-го легкого бомбардувального полку.
З 1938 року депутат Верховної Ради УРСР першого скликання по Чугуївській виборчій окрузі № 251 Харківської області. Делегат XIV з'їзду КП(б)У.
Під час фінської кампанії здійснив сім бойових вильотів на штурмовиках Р-Z.
Грудень 1940 — 22 червня 1941 року — слухач курсів командирів полку Академії командно-штурманського складу Військово-повітряних сил Червоної армії.

### Під час Великої Вітчизняної війни
23 червня — 15 серпня 1941 року — командир 260-го ближньо-бомбардувального полку в Моршанську, з 15 серпня 1941 по 15 травня 1942 року — командир 198-го штурмового авіаполку, здійснив п'ять бойових вильотів.
У листопаді 1942 року сформовано 3-й ШАК (штурмовий авіакорпус) полковника М. Й. Горлаченка. До складу корпусу увійшли 181-а, 307-а та 308-а ШАД.
17 березня 1943 р. отримав звання генерал-майора авіації. Травень 1943 року 3-й ШАК передано у підпорядкування 15-ї повітряної армії, що діяла у смузі Брянського фронту. Червень 1944 р. — січень 1945 році 3-й Штурмовий авіакорпус під командуванням М. Й. Горлаченка брав участь у Вітебсько-Оршанській та Сандомирсько-Сілезькій операціях.

### Після війни
У червні 1945 р. був призначений на посаду заступника командувача 4-ї повітряної армії з бойової підготовки.
У березні 1947 р. М. Й. Горлаченко був направлений на навчання в авіаційний факультет Вищої військової академії імені К. Є. Ворошилова, по закінченні якого в квітні 1949 р. був призначений на посаду командувача ВПС Приволзького військового округу. З грудня 1950 р. перебував у розпорядженні 10-го відділу 2-го Головного управління Генштабу, після чого в січні 1951 був направлений у спеціальне відрядження в Китай, після повернення з якого з січня 1953 р. знову виконував посаду командувача ВПС Приволзького військового округу, а в травні 1958 р. був призначений на посаду начальника штабу — першого заступника командувача ВПС Уральського військового округу.
Вийшов у відставку у званні генерал-майора авіації в червні 1961 року. Помер 4 січня 1976 р. в селищі Архангельське Красногорського району Московської області.

## Військові звання
- капітан (1936).
- майор (1937).
- полковник (1939)
- генерал-майор авіації (1943).

## Нагороди
- орден Леніна.
- чотири ордена Червоного Прапора.
- орден Суворова 2-го ступеня.
- орден Кутузова 2-го ступеня.
- орден Вітчизняної війни 1-го ступеня.
- медалі.